# Évanouis
Pour les articles homonymes, voir Weapons.
Pour plus de détails, voir Fiche technique et Distribution.
Évanouis (Weapons), ou Heure de disparition au Québec, est un drame d'horreur psychologique américain écrit et réalisé par Zach Cregger, sorti en 2025. 

## Synopsis
À 2 h 17 du matin, à Maybrook, en Pennsylvanie, 17 enfants de la même classe quittent simultanément leur domicile et disparaissent. En se rendant en classe, leur enseignante, Justine Gandy, arrive et ne trouve qu'un seul élève, Alex Lilly. Une enquête policière est ouverte et Alex et Justine sont interrogés, mais l'enquête et les interrogatoires ne révèlent rien.
Le directeur de l'école, Marcus, met Justine en congé après que de nombreux parents se soient insurgés désespérément contre l'enseignante soupçonnant qu'elle est la cause de ces disparitions. Déprimée, elle sombre dans l'alcoolisme tout en renouant avec son ex-petit ami et policier Paul Morgan. Justine fait également des cauchemars à propos des enfants disparus et d'une femme inconnue. Inquiète pour le bien-être d'Alex, Justine le suit jusque chez lui et remarque que les fenêtres sont recouvertes de journaux ; en regardant à travers l'une d'elles, elle aperçoit les parents d'Alex, assis, en état de transe. Elle insiste pour que Marcus effectue un bilan de santé auprès de la famille d'Alex. Alors que Justine dort dans sa voiture devant la maison d'Alex en pleine nuit, une femme au comportement étrange sort de la maison et lui coupe une mèche de cheveux.
Pendant ce temps, Archer Graff, le père d'un des enfants disparus, peine à faire face à la disparition de son fils et fait des cauchemars similaires à ceux de Justine. Frustré par la lenteur de l'enquête policière, Archer décide d'enquêter lui-même. Il remarque que les enfants disparus courent dans la même direction, mais est incapable de déterminer un endroit précis. Alors qu'il confronte Justine à une station-service, Marcus, aux yeux exorbitants, couvert de sang et frénétique, attaque violement l'enseignante. Plus tôt, Paul a eu une altercation avec James, un toxicomane et cambrioleur du coin. Après avoir été piqué par une aiguille lors d'une perquisition, Paul agresse James et lui ordonne de quitter la ville. Stressé par les conséquences d'une plainte de James, Paul se met à boire et a une aventure extraconjugale d'un soir avec Justine. Après l'agression, James s'introduit chez Alex, croyant la maison abandonnée. À l'intérieur, il voit les parents d'Alex en état de transe et trouve les enfants disparus au sous-sol. Terrifié et après avoir tenté de voler quelques couverts en argent, il se rend à la police avec ces informations pour obtenir une récompense. Paul aperçoit James s'approchant du commissariat et le poursuit. James s'enfuit dans les bois, où il aperçoit la femme des rêves de Justine. Paul rattrape James et ce dernier le conduit chez Alex. Paul décide de laisser James dans la voiture pendant qu'il entre. Quelques heures plus tard, James est entraîné dans la maison par un Paul également en transe. Dans un retour temporel dans la chronologie du film, le directeur de l'école, Marcus, dans le cadre du bilan de santé, reçoit la visite de Gladys, la tante d'Alex: Elle prétend que les parents de l'enfant sont malades et qu'elle s'occupe désormais de la famille. Plus tard, celle-ci rend visite à Marcus et à son mari, Terry, chez eux. Au cours d'un rituel, Gladys prend possession de Marcus et le force à tuer Terry de nombreux coups de tête lui explosant le visage avant de le lancer à la poursuite de Justine. Marcus attaque Justine à la station-service. Elle s'enfuit en voiture après qu'Archer ait repoussé Marcus, et Marcus est tué par une autre voiture alors qu'il l'a poursuivait. Justine et Archer se réconcilient et réalisent que les enfants se dirigeaient vers la maison d'Alex.
Un flashbacks montre Alex et ses parents accueillant Gladys, gravement malade, chez eux. Alex remarque un étrange arbre en pot dans la chambre de Gladys. Un jour, en rentrant de l'école, Alex constate que ses parents sont en ranse et que Gladys est mystérieusement ressourcée. Gladys menace de tuer ses parents si Alex parle d'elle à qui que ce soit. Alex voit Gladys pratiquer la sorcellerie et des rituels avec des branches l'arbre et est chargé de nourrir ses parents. Lorsque Gladys retombe malade, elle demande l'aide d'Alex pour convoquer ses camarades de classe afin de les posséder. Pour ce faire, il doit lui apporter un objet appartenant à chacun d'entre eux. Alex accepte, espérant qu'elle les laissera car elle promet de partir une fois guérie. La nuit suivante, elle convoque les enfants chez Alex grâce aux cartes sur leur casier de classe. Revenant au moment présent du récit, Alex rentre de l'école et rencontre Paul et James possédés.
Justine et Archer se rendent tous les deux chez Alex, où Paul et James les attaquent. Pendant ce temps, Alex est poursuivi par ses parents pour avoir désobéi à Gladys et Justine abat Paul et James. Après s'être enfui dans la chambre de Gladys, Alex exécute le rituel appris en observant Gladys pour briser son emprise sur les enfants, faisant de Gladys leur cible. Après une brève course-poursuite à travers plusieurs maisons, la foule d'enfants la rattrape et la démembre. Avec la mort de Gladys, le sort est rompu et Archer se précipite pour retrouver son fils.
Une voix off révèle que les victimes ont été laissées dans un état catatonique après leur possession ; les parents d'Alex ont été internés, tandis qu'Alex est allé vivre chez une tante plus attentionnée. Les enfants sont rendus à leurs familles respectives, et certains d'entre eux ont fini par retrouver la parole.

## Fiche technique
Sauf indication contraire, les informations mentionnées dans cette section peuvent être confirmées par la base de données cinématographiques IMDb,  présente dans la section « Liens externes ».
- Titre original : Weapons
- Titre francophone : Évanouis
- Titre québécois : Heure de disparition[1]
- Réalisation et scénario : Zach Cregger
- Musique : Ryan Holladay, Hays Holladay et Zach Cregger
- Décors : Tom Hammock
- Costumes : Trish Summerville
- Photographie : Larkin Seiple
- Montage : Joe Murphy
- Production : Zach Cregger, Roy Lee, J. D. Lifshitz, Raphael Margules
  - Production déléguée : Richard Brener, Josh Brolin, Michelle Morrissey et Miri Yoon
- Sociétés de production : New Line Cinema, BoulderLight Pictures, Vertigo Entertainment et Domain Entertainment
- Société de distribution : Warner Bros. Pictures (États-Unis, France)
- Budget : 38 millions de dollars[2]
- Pays de production :  États-Unis
- Langue originale : anglais
- Format : couleur - 2.35:1
- Genre : horreur, thriller
- Durée : 128 minutes
- Dates de sortie[3] : 
  - France : 6 août 2025[4]
  - Suisse: 6 août 2025[5]
  - États-Unis : 8 août 2025
- Classification :
  - États-Unis : R - Restricted[6]
  - France : Interdit aux moins de 12 ans avec avertissement[7]
  - Suisse : Interdit au moins de 16 ans[5]

## Distribution
- Josh Brolin (VF : Philippe Vincent) : Archer Graff
- Julia Garner (VF : Zina Khakhoulia) : Justine Gandy
- Alden Ehrenreich : Paul Morgan
- Austin Abrams : James Anthony
- Cary Christopher : Alex Lilly
- Benedict Wong : Andrew Marcus
- Amy Madigan : Gladys Lilly
- June Diane Raphael : Donna Morgan
- Toby Huss : le capitaine de la police Ed Locke
- Sara Paxton : Erica
- Justin Long : Gary
- Whitmer Thomas (en) : M. Lilly, le père d'Alex
- Callie Schuttera : Mme Lilly, la mère d'Alex
- Clayton Farris (VF : Nicolas Dangoise) : Terry Miller
- Luke Speakman : Matthew Graff

Version française
- Studio de doublage : Deluxe Media Paris
- Direction artistique : Jean-Philippe Puymartin

 Source et légende : version française (VF) sur RS Doublage

## Production

### Genèse et développement
En janvier 2023, après le succès critique et commercial du film Barbare (2022), un script spéculatif de Zach Cregger intitulé Weapons attire les studios. Netflix, New Line Cinema, TriStar ou encore Universal Pictures se montrent ainsi intéressés,. New Line aurait décroché le projet en proposant rapidement un budget de 38 millions de dollars. Zach Cregger reçoit ainsi 10 millions pour son statut de scénariste-réalisateur-producteur et obtient le final cut malgré un recours aux projections test, en plus d'une sortie garantie en salles.

### Attribution des rôles
En mai 2023, Pedro Pascal et Renate Reinsve sont annoncés dans les rôles principaux,. En février 2024, le premier quitte finalement le projet, pris par la production du blockbuster Les Quatre Fantastiques : Premiers pas. Josh Brolin entre alors en négociations pour le remplacer.
En avril 2024, Julia Garner et Alden Ehrenreich rejoignent le film, alors que la participation de Josh Brolin est officiellement confirmée,. En mai 2024, la distribution s'étoffe avec les arrivées de Benedict Wong, Amy Madigan, Austin Abrams, Cary Christopher et June Diane Raphael,.

### Tournage
Le tournage débute à Atlanta en mai 2024.

## Accueil

### Sortie
En mai 2024, il est annoncé que Weapons sortira dans les salles américaines le 16 janvier 2026. Finalement, en mars 2025, Warner Bros. Pictures bouleverse son planning : la sortie américaine est avancée au 8 août 2025,.